# Park Narodowy Doliny Valbony
Park narodowy Doliny Valbony (alb. Parku Kombëtar Lugina e Valbonës) – park narodowy położony w północnej Albanii, w Górach Północnoalbańskich.

## Charakterystyka
Park ma powierzchnię 8000 hektarów, obejmując szczyty, stoki i doliny otaczające centralnie położoną dolinę rzeki Valbony, dopływu Driny. W krajobrazie dominują skaliste, skalne turnie, z najwyższym - Maja e Jezercës (najwyższym szczytem Gór Dynarskich, 2694 m n.p.m.). Na terenie parku istnieją liczne jaskinie, a w jednej z nich znajduje się grób albańskiego bohatera narodowego, Bajrama Curriego.

## Przyroda

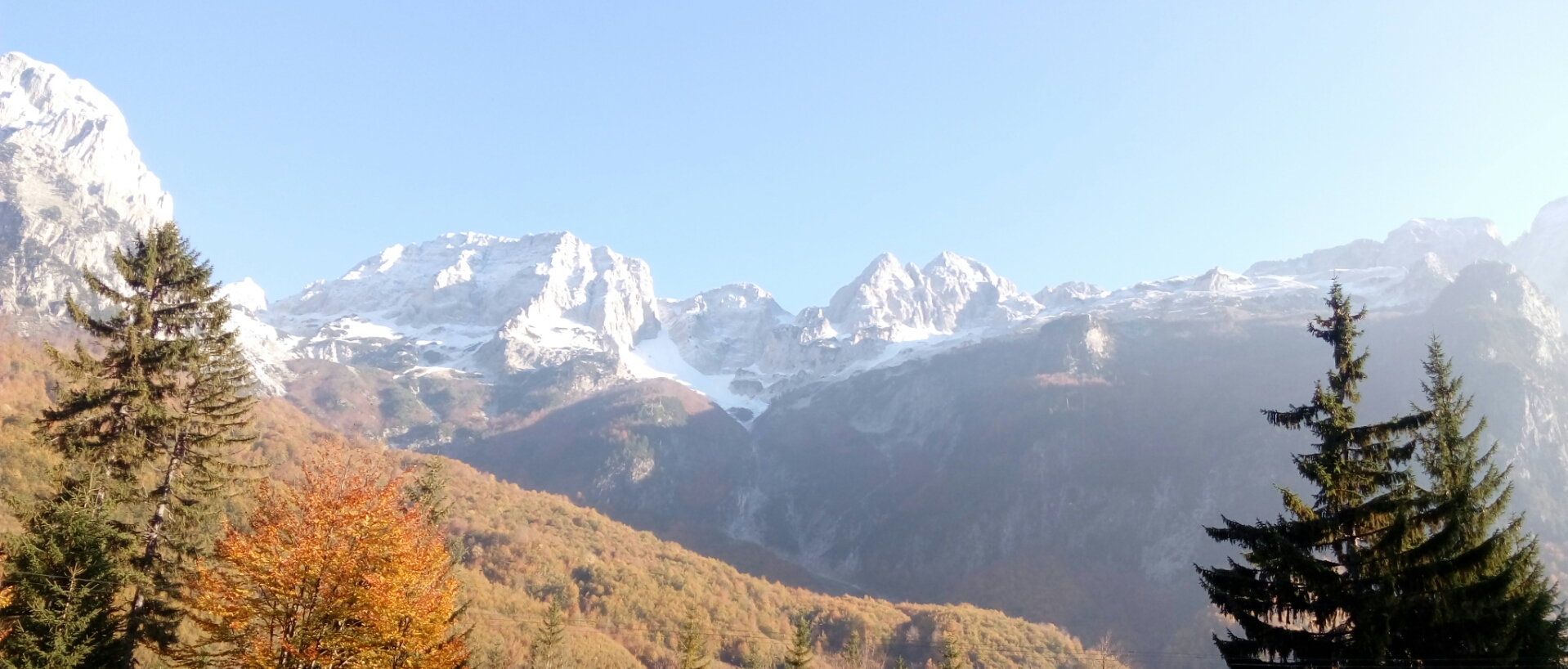
Jesień w Parku

W Parku rosną różne rodzaje drzew, począwszy od krzewów reprezentowanych głównie przez grab wschodni, któremu towarzyszy jałowiec kolczasty. Park jest również miejscem występowania świerku pospolitego, klonu jawora, klonu włoskiego, jesionu wąskolistnego, grabu pospolitego, sosny rumelijskiej, sosny czarnej, jodły białej, sosny bośniackiej i cisu pospolitego.
Rośliny zielne są bardzo zróżnicowane, także na pastwiskach wokoło centralnej doliny. Są tutaj spotykane m.in.: różne odmiany storczyków, zimowit jesienny, lilia albańska, czy sasanka słowacka.
Główne gatunki zwierząt występujących Parku to: niedźwiedź brunatny, kozica, sarna, ryś, żbik europejski, wilk, dzik, królik i inne. Z ptaków występują m.in.: błotniak łąkowy, sęp płowy, przepiórka górska, góropatwa skalna, sowy i inne.
Na terenie chronionym znajdują się również pomniki przyrody: kanion Shoshan, jaskinia Haxhia, jaskinia Akullit, wisząca dolina polodowcowa Kukaj, wisząca dolina polodowcowa Motinws oraz jaskinia Dragobi.

## Turystyka
Dojazd do Parku od wsi Bajram Curri odbywa się szutrową drogą poprzez kanion Shoshani. Centralnym punktem dla ruchu turystycznego jest wieś Valbona. Wycieczki odbywane są głównie na szczyty Maja e Jezercës, Maja e Rupës, do jaskini Dragobi, gdzie zginął Bajram Curri (alb. Shpella e Dragobisë), czy do opuszczonej w większości wsi Cerem. We wsiach na terenie parku występuje tradycyjny stój ludowy.

## Galeria

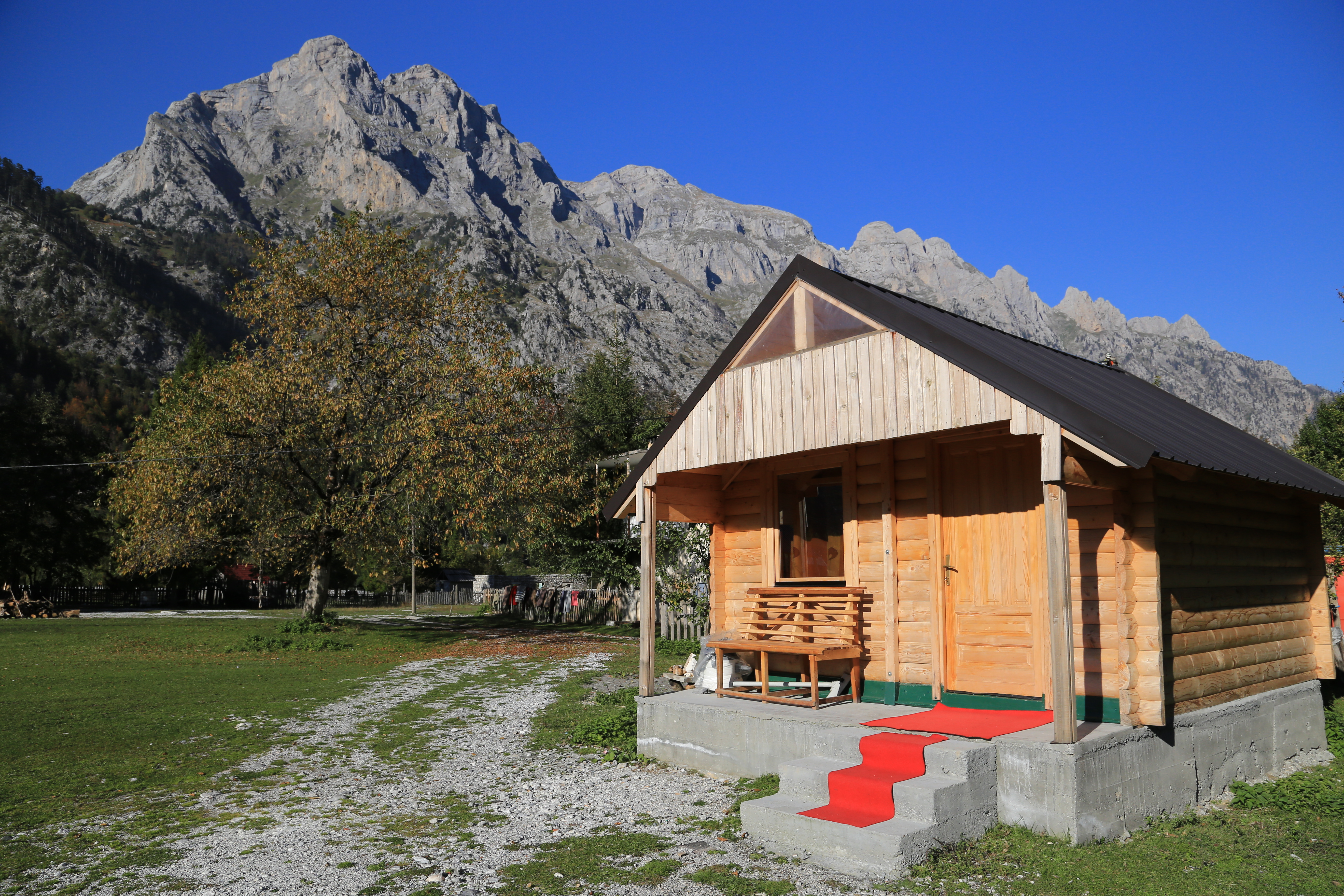
Widok ze wsi Valbona
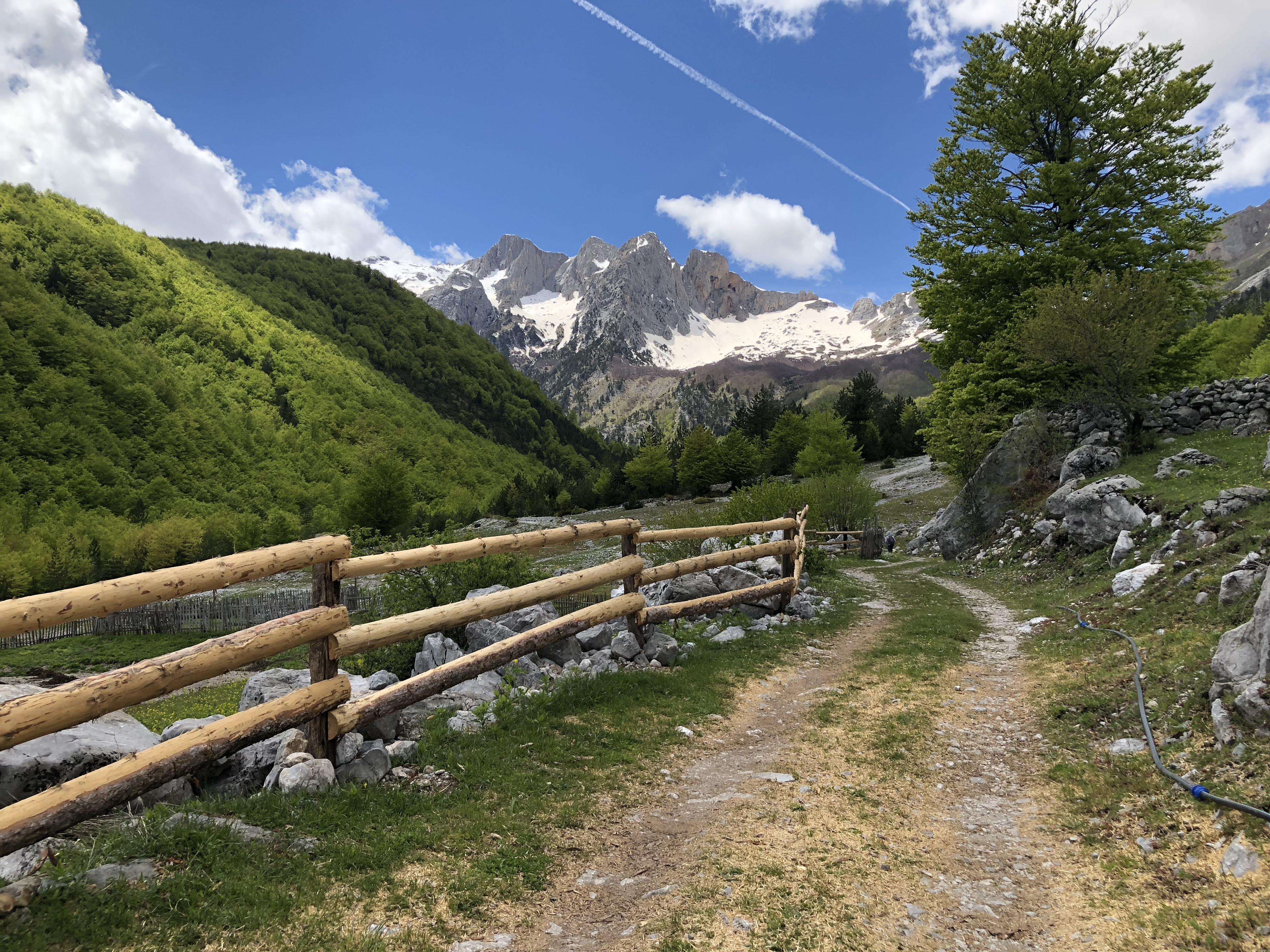
Droga w Parku
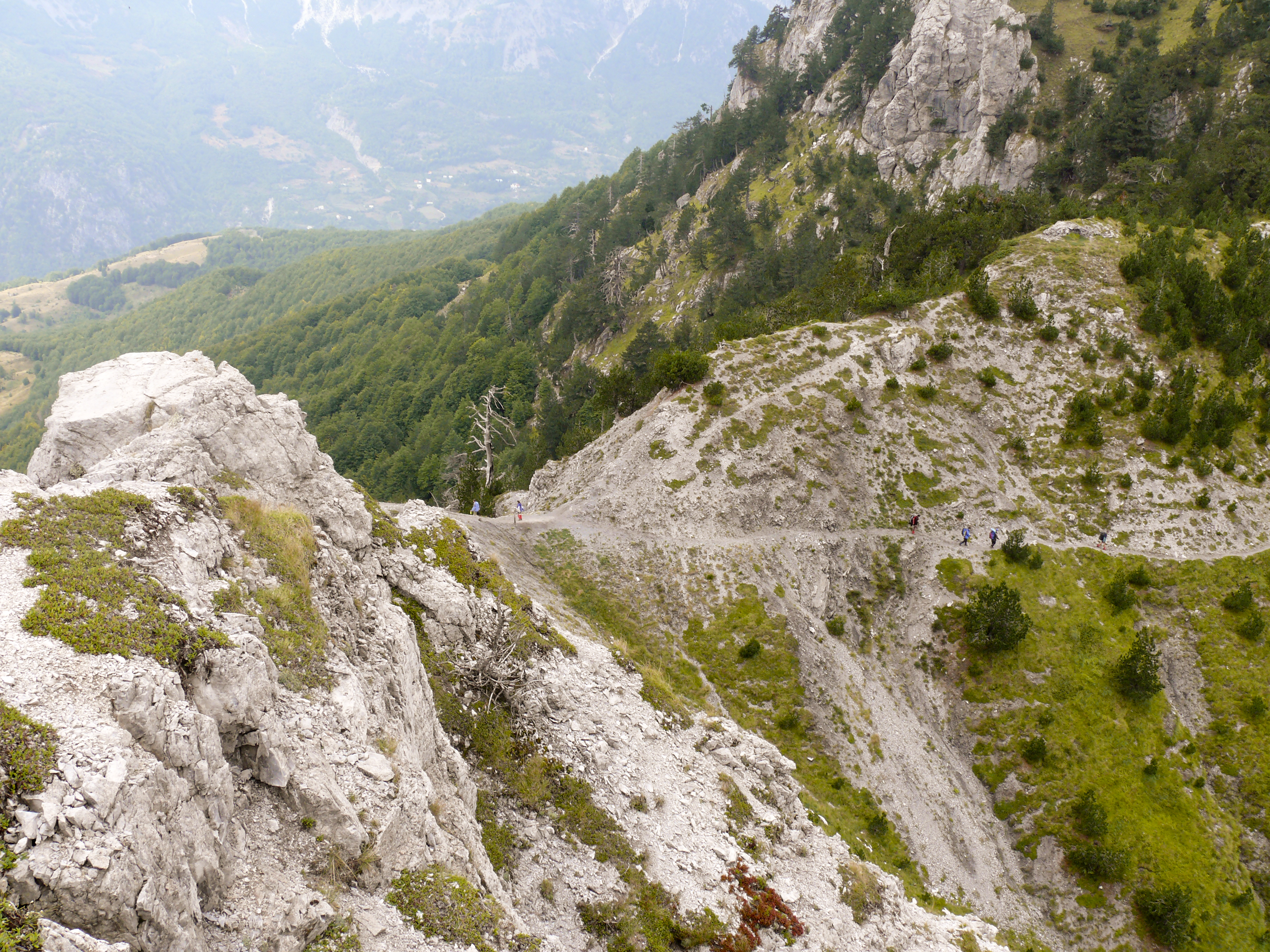
Przełęcz Valbona u końca doliny
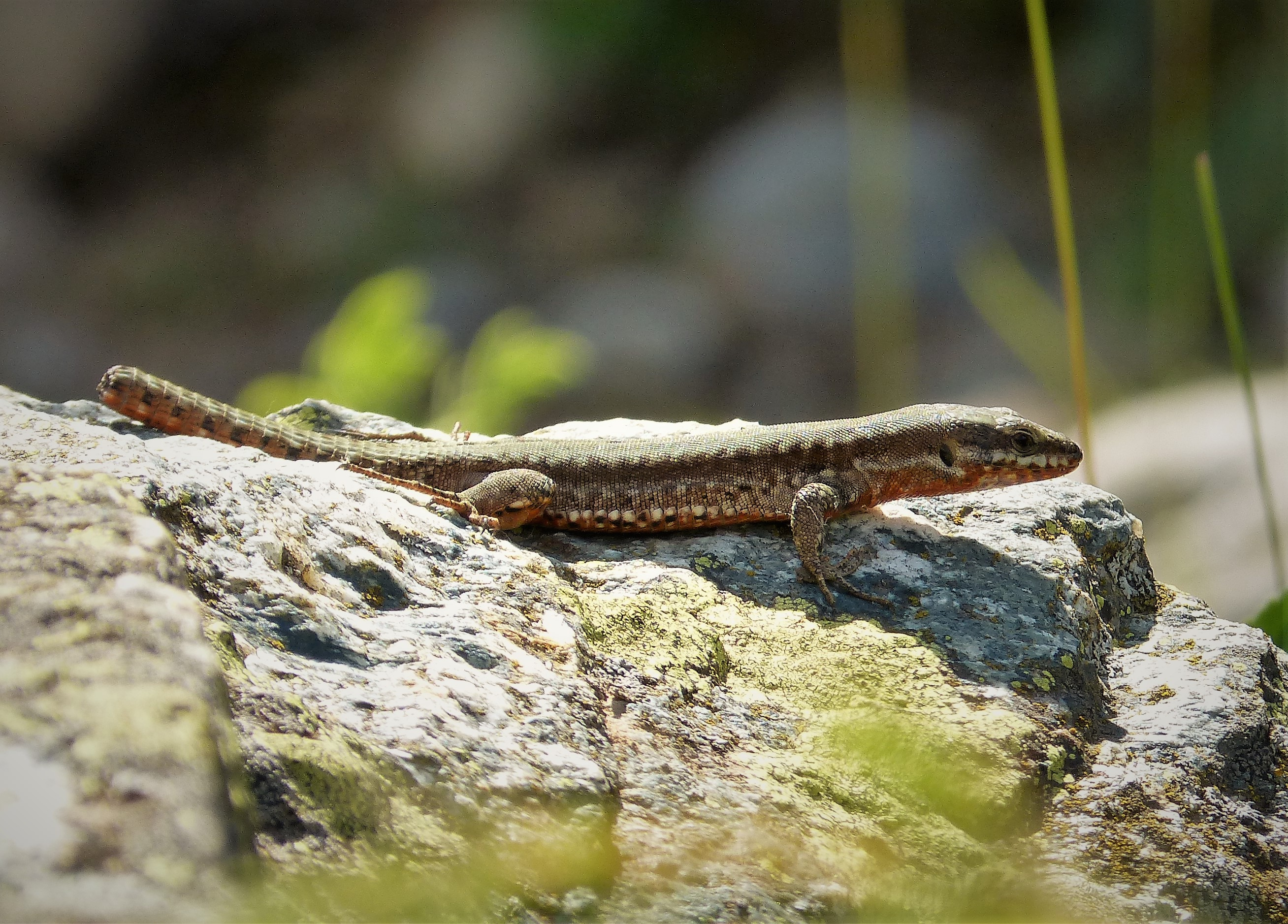
Murówka zwyczajna na terenie Parku
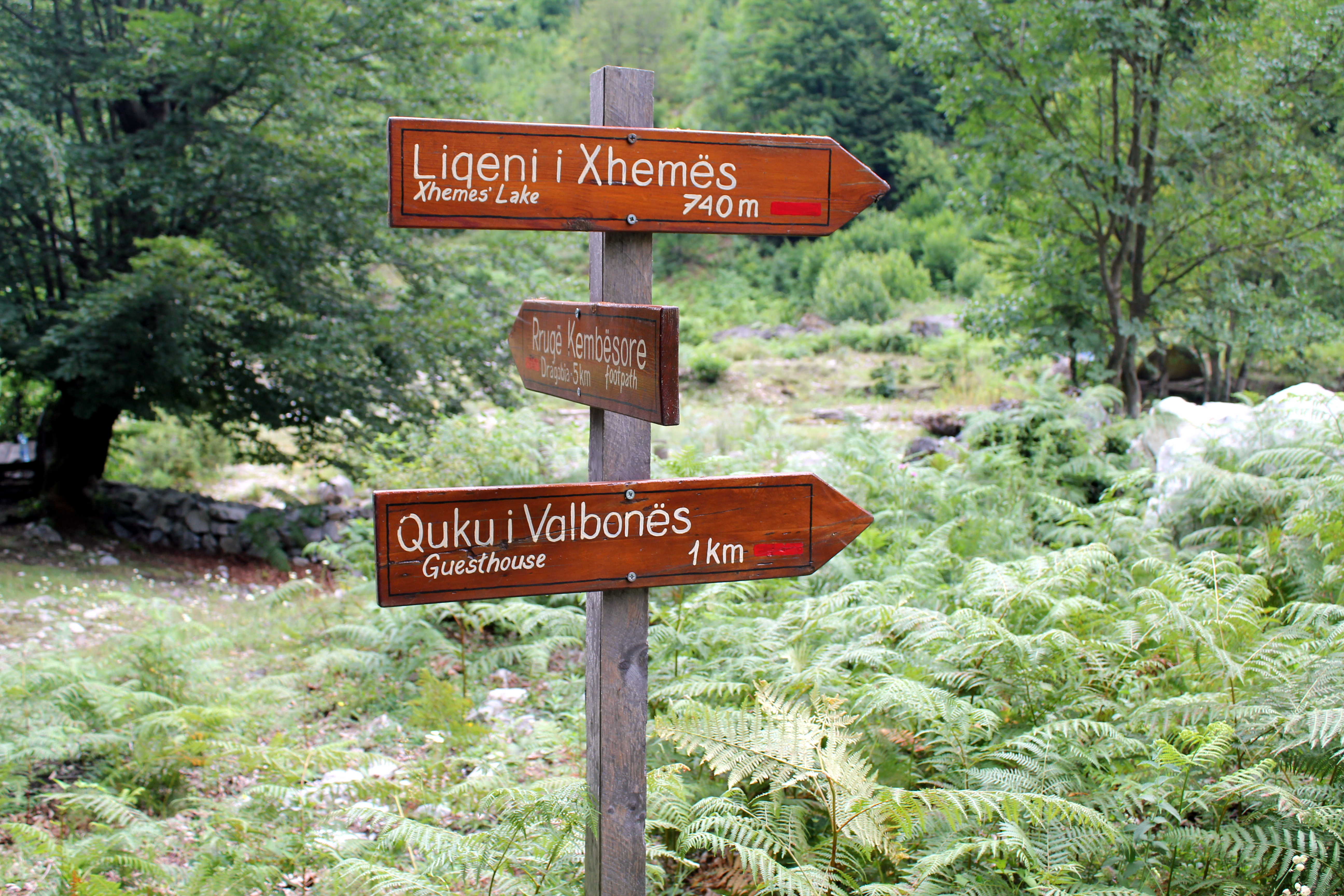
Oznaczenia szlaków w Parku